# 約克 (賓夕法尼亞州)
約克（York, Pennsylvania），綽號「白薔薇之城」，是美國賓夕法尼亞州約克縣縣治。2020年人口44,800人。
1741年開埠，1787年設鎮，1887年設市。1777至1778年間曾為美國臨時首都（《美國邦聯條約》在此起草）。